# Spoorlijn Essen-Altendorf - Essen-Altenessen Rheinisch
De spoorlijn Essen-Altendorf - Essen-Altenessen Rheinisch was een Duitse spoorlijn en was als spoorlijn 7 onder beheer van DB Netze.

## Geschiedenis
Het traject werd door de Rheinische Eisenbahn-Gesellschaft geopend op 19 maart 1869.

## Aansluitingen
In de volgende plaatsen was er een aansluiting op de volgende spoorlijnen:
Essen-Altendorf
DB 2505, spoorlijn tussen Krefeld en Bochum
DB 2174, spoorlijn tussen Essen-Borbeck en Essen-Altendorf
Zeche Anna
DB 2254, spoorlijn tussen Essen-Vogelheim en Essen-Altenessen Rheinisch
Essen-Altenessen Rheinisch
DB 2254, spoorlijn tussen Essen-Vogelheim en Essen-Altenessen Rheinisch
DB 2255, spoorlijn tussen Essen-Altenessen Rheinisch en Essen-Altenessen
lijn tussen Essen-Altenessen Rheinisch en Gelsenkirchen-Horst Nord